# Bud Blake
Bud Blake (né le 13 février 1918 à Nutley et mort le 26 décembre 2005 à Portland) est un dessinateur américain de bandes dessinées. Il est le créateur du comic strip Tiger (comic strip) (en).

## Biographie
Blake est né et a grandi à Nutley, dans le New Jersey. Son père, George Blake, était directeur artistique de la Batten Co., un précurseur de Batten, Barton, Durstine & Osborn. La sœur de Bud est devenue illustratrice de livres pour enfants. Après avoir abandonné l’école secondaire avant d’obtenir son diplôme, Blake a travaillé comme démonstrateur pour une entreprise de couteaux à plume, sculptant des portraits dans du bois de balsa. Après avoir vendu des dessins animés au magazine Judge, Blake s’est inscrit à la National Academy of Design de New York, subvenant à ses besoins avec des petits boulots jusqu’en 1937, date à laquelle il a décroché un poste de paste-up à l’agence de publicité Kudner. Il y reste jusqu’en 1954, sauf durant son service militaire pendant la Seconde Guerre mondiale dans l’infanterie de l’armée américaine. Après son retour, il est finalement devenu directeur artistique exécutif chez Kudner.
Fatigué des voyages et de la lourde responsabilité que son travail impliquait, Blake a quitté la publicité pour poursuivre dans le domaine des dessin animés. Il a dit à un intervieweur : « Kudner était très bon avec moi. Je n’étais pas en colère contre eux. Ils ne pouvaient pas croire que j’arrêtais. Je ne peux pas vous donner les détails, mais ils m’ont offert beaucoup d’argent. »  King Features cherchait un dessinateur pour faire un dessin animé similaire à la série de panneaux de H. T. Webster, comme Webster était récemment décédé. Blake a été engagé pour dessiner cette série, qui a duré de 1954 à 1965 sous une plusieurs titres (« Home Sweet Home », « Growing Pains », « Ever Happen to You? »).
Bud Blake et sa famille ont passé trois mois en Espagne, où il a dessiné son nouveau long métrage, mais les courriers internationaux se sont avérés si peu fiables qu’il est finalement retourné aux États-Unis. Beaucoup de ses originaux s’étaient perdus dans le courrier. Les clients de Blake incluront éventuellement des agences de publicité et des magazines tels que Business Week et Family Circle. Il a dessiné « Ever Happen to You? » jusqu’en 1964. Il a été approché par King Features pour créer une bande dessinée qui rivaliserait avec Peanuts, et Tiger est né le 3 mai 1965.
Blake a dessiné cette bande dessinée jusqu’à l’âge de 85 ans, deux ans avant sa mort. Après la retraite de Blake, la bande dessinée a continué à apparaître sous forme de réimpressions, et en décembre 2005, selon le syndicat, Tiger était en cours d’exécution dans plus de 100 journaux dans 11 pays.
Veuf en 1988, Blake a passé ses dernières années à Damariscotta, dans le Maine. Il est décédé au Maine Medical Center de Portland,  laissant dans le deuil son fils Jay, physicien, et sa fille Marianna, artiste

## Prix
- 1971 : Prix du comic strip humoristique de la National Cartoonists Society (NCS) pour Tiger
- 1978 : Prix du comic strip humoristique de la NCS pour Tiger
- 2001 : Prix du comic strip de la NCS pour Tiger